# مثیموگلوبینمی
متهموگلوبینمی (به انگلیسی: Methemoglobinemia) به اختلالی گفته می‌شود که در آن سطح متهموگلوبین خون بیش از حد عادی است. متهموگلوبین (دارای آهن ferric [Fe3+] در مقایسه با هموگلوبین (دارای آهن فروس ferrous [Fe2+] است.

## بیماریزایی
در حالت عادی میزان متهموگلوبین خون کمتر از ۱/۵٪ است و اگر به هر دلیل مولکول آهن هموگلوبین اکسید شد، توسط آنزیمهایی در گلبول قرمز مانند متهموگلوبین ردوکتاز مجدداً آهن Fe³+ به Fe²+ تبدیل می‌شود. این بیماری بر اثر بعضی سموم مانند سیانیدها، نیتراتها یا داروها آهن دو ظرفیتی مولکول هموگلوبین به آهن سه ظرفیتی اکسیدشده‌است. متهموگلوبین توانایی کمتری برای پیوند با اکسیژن دارد لذا خون نمی‌تواند اکسیژن مورد نیاز سلول‌ها را تأمین کند.
علل متهموگلوبینمی عبارتند از:
- مهم‌ترین دلیل متهموگلوبینمی ارثی کمبود آنزیم‌های احیاءکننده یعنی متهموگلوبین ردوکتاز (آنزیم دیافورز) (NADH methemoglobin reductase) است. این آنزیم متهموگلوبین را مجدداً به هموگلوبین تبدیل می‌کند و به عبارت دیگر هموگلوبین را حفظ می‌کند. این بیماری اتوزومال مغلوب است.
- سایر علل متهموگلوبینمی مادرزادی مانند انواعی از هموگلوبین غیرطبیعی نظیر Hb-M و HbH که به علت تغییر ساختمانی گلوبین، آهن اکسید شده آن پایدار می‌ماند و آنزیم‌های احیاکننده مؤثر نیستند. کمبود آنزیم پیروات کیناز نیز محتمل است.
- انواع اکتسابی متهموگلوبینمی که بر اثر مواد شیمیایی و داروهای اکسیدکننده مانند نیتریتها، داپسون، بنزوکائین، متوکلوپرامید و کوتریموکسازول به وجود میایند. خطر بروز این مشکل در نوزادان بیشتر است.

واکنش اختصاصی ایدیوسینکراتیک که یک پاسخ اختصاصی به ماده سمّی است به دلایل مختلفی اتفاق می افتد که یکی از مثال های خوب آن حساسیت به نیترات به علت فقر NADH methemoglobin reductase است.

## درمان
در متهموگلوبینمی خفیف (سطوح مت‌هموگلوبین>۱۵٪) رنگ چهره کبود و آبی (کبودی اندام‌های انتهایی بدن) می‌شود. اگر متهموگلوبینمی شدیدتر باشد (≥۳۰٪)، به دلیل نرسیدن اکسیژن به سلول‌ها موجب سردرد، خستگی، تاکیکاردی، ضعف و تنگی نفس می‌شود. در سطوح> ۴۵٪، دیس‌پنه، برادیکاردی، هیپوکسی، اسیدوز، تشنج، کوما و آریتمیا ایجاد می‌شوند. معمولاً در سطوح> ۷۰٪ مرگ اتفاق می‌افتد. درمان با متیلن بلو است.
برای کاهش جذب روده‌ای توکسین‌های خورده شده، زغال فعال شده تجویز می‌شود. برای سطح مت‌هموگلوبین> ۳۰ گرم در لیتر یا مت‌هموگلوبینمی همراه با هیپوکسی تجویز متیلن بلو داخل وریدی اندیکاسیون دارد. تنظیم دوز آن mg/kg۱–۲ به‌صورت محلول ۱٪ در عرض ۵ دقیقه است. در خصوص نحوه عملکرد متیلن بلو اختلاف است ولی احتمالاً از طریق فعالتر کردن آنزیم متهموگلوبین ردوکتاز عمل می‌کند. متیلن بلو در کمبود G6PD کنتراندیکه است. تجویز اکسیژن %۱۰۰ و تزریق گلبول قرمز فشرده تا ایجاد سطح ۱۵۰g/L هموگلوبین می‌تواند ظرفیت حمل O2 خون را افزایش دهد. تزریق‌های تعویض خون ممکن است در بیماران دچار کمبود G6PF اندیکاسیون داشته باشد.